# Lista de municípios da Bahia por população (2003)
Está é uma lista de municípios da Bahia por população (2003). Os 417 municípios baianos estão nessa lista, de censo de mesmo ano.
| Posição | Município              | População |
| ------- | ---------------------- | --------- |
| 1       | Salvador               | 2.523.286 |
| 2       | Feira de Santana       | 514.092   |
| 3       | Vitória da Conquista   | 279.318   |
| 4       | Ilhéus                 | 224.754   |
| 5       | Itabuna                | 200.474   |
| 6       | Juazeiro               | 196.378   |
| 7       | Camaçari               | 183.852   |
| 8       | Jequié                 | 147.753   |
| 9       | Alagoinhas             | 136.426   |
| 10      | Lauro de Freitas       | 134.522   |
| 11      | Porto Seguro           | 129.216   |
| 12      | Barreiras              | 128.386   |
| 13      | Teixeira de Freitas    | 120.449   |
| 14      | Simões Filho           | 103.072   |
| 15      | Paulo Afonso           | 100.386   |
| 16      | Eunápolis              | 90.850    |
| 17      | Santo Antônio de Jesus | 83.189    |
| 18      | Valença                | 82.523    |
| 19      | Candeias               | 80.758    |
| 20      | Jacobina               | 75.312    |
| 21      | Guanambi               | 73.417    |
| 22      | Serrinha               | 73.299    |
| 23      | Itamaraju              | 64.065    |
| 24      | Brumado                | 63.594    |
| 25      | Campo Formoso          | 61.439    |
| 26      | Itaberaba              | 61.301    |
| 27      | Irecê                  | 60.926    |
| 28      | Ipiaú                  | 60.841    |
| 29      | Santo Amaro            | 60.439    |
| 30      | Casa Nova              | 60.222    |
| 31      | Itapetinga             | 59.827    |
| 32      | Senhor do Bomfim       | 59.443    |
| 33      | Conceição do Coité     | 58.021    |
| 34      | Cruz das Almas         | 56.528    |
| 35      | Bom Jesus da Lapa      | 56.378    |
| 36      | Monte Santo            | 55.969    |
| 37      | Euclides da Cunha      | 54.412    |
| 38      | Tucano                 | 52.984    |
| 39      | Dias d'Ávila           | 52.180    |
| 40      | Jaguaquara             | 50.230    |